# Rusudan Goletiani
Rusudan Goletiani, gruz. რუსუდან გოლეთიანი (ur. 8 września 1980 w Suchumi) – gruzińska szachistka, reprezentantka Stanów Zjednoczonych od 2001, arcymistrzyni od 1999, posiadaczka męskiego tytułu mistrza międzynarodowego od 2009 roku.

## Kariera szachowa
W 1990 zdobyła tytuł mistrzyni Związku Radzieckiego juniorek w kategorii do 12 lat. Była również mistrzynią Gruzji w grupie do 14 lat. Wielokrotnie uczestniczyła w turniejach o mistrzostwo świata i Europy juniorek, zdobywając dla Gruzji trzy złote medale MŚ (Szeged 1994 – do 14 lat, Guarapuava 1995 – do 16 lat i Erywań 1997 – do 18 lat) oraz srebrny medal ME (Erywań 1998 – do 20 lat).
W latach 2000 i 2004 dwukrotnie startowała w pucharowych turniejach o mistrzostwo świata, w obu przypadkach przegrywając swoje pojedynki w I rundzie (odpowiednio z Naną Ioseliani oraz Coriną Peptan). W 2003 zwyciężyła w mistrzostwach Ameryki, rozegranych w San Cristóbal, natomiast w 2005 w mistrzostwach tych zdobyła tytuł wicemistrzowski. W 2005 odniosła kolejny sukces, zwyciężając w indywidualnych mistrzostwach Stanów Zjednoczonych. W 2006 zdobyła srebrny, natomiast w 2012 brązowe medal mistrzostw kraju.
W 2006 i 2008 reprezentowała Stany Zjednoczone na szachowych olimpiadach, w 2008 zdobywając dwa medale (srebrny za indywidualny wynik na III szachownicy oraz brązowy wspólnie z drużyną). W 2009 była uczestniczką drużynowych mistrzostw świata.
Najwyższy ranking w dotychczasowej karierze osiągnęła 1 października 2006, z wynikiem 2403 punktów zajmowała wówczas 50. miejsce na światowej liście FIDE.